# Campionato europeo C di football americano Under-19 2023
Il campionato europeo C di football americano Under-19 2023 è stato la seconda edizione del campionato europeo di football americano di terzo livello per squadre nazionali maschili Under-19.

## Squadre partecipanti
| Pr. | Squadra        | Data di qualificazione | Qualificata in quanto                   | Ultima partecipazione |
| --- | -------------- | ---------------------- | --------------------------------------- | --------------------- |
| 1   | Spagna U-19    | 10 luglio 2022         | Quarta classificata all'Europeo B 2022  | Italia 2022           |
| 2   | Rep. Ceca U-19 | 9 luglio 2022          | Seconda classificata all'Europeo C 2022 | Repubblica Ceca 2022  |
| 3   | Svizzera U-19  | 9 luglio 2022          | Terza classificata all'Europeo C 2022   | Repubblica Ceca 2022  |
| 4   | Belgio U-19    |                        |                                         | Esordienti            |

## Tabellone
|  | Semifinali | Semifinali     | Semifinali |                |    | Finale               | Finale               | Finale               |  |
|  |            |                |            |                |    |                      |                      |                      |  |
|  | 1          | Spagna U-19    | 48         |                |    |                      |                      |                      |  |
|  | 1          | Spagna U-19    | 48         |                |    |                      |                      |                      |  |
|  | 4          | Belgio U-19    | 6          |                |    |                      |                      |                      |  |
|  | 4          | Belgio U-19    | 6          |                | 1  | Spagna U-19          | 21                   |                      |  |
|  |            |                |            |                | 1  | Spagna U-19          | 21                   |                      |  |
|  |            |                | 2          | Rep. Ceca U-19 | 34 |                      |                      |                      |  |
|  | 2          | Rep. Ceca U-19 | 2          | Rep. Ceca U-19 | 34 | 39                   |                      |                      |  |
|  | 2          | Rep. Ceca U-19 |            |                |    | 39                   |                      |                      |  |
|  | 3          | Svizzera U-19  | 3          |                |    | Finale 3º - 4º posto | Finale 3º - 4º posto | Finale 3º - 4º posto |  |
|  | 3          | Svizzera U-19  | 3          |                |    |                      |                      |                      |  |
|  |            |                |            |                |    |                      |                      |                      |  |
|  |            |                |            |                |    | 4                    | Belgio U-19          | 14                   |  |
|  |            |                |            |                |    | 4                    | Belgio U-19          | 14                   |  |
|  |            |                |            |                |    | 2                    | Svizzera U-19        | 19                   |  |

## Risultati

### Semifinali
| Calatayud 8 aprile 2023 | Spagna | 48 – 6 | Belgio |  |

| Praga 9 aprile 2023 | Rep. Ceca | 39 – 3 | Svizzera | Na Podvinném mlýně |

### Finale 3º - 4º posto
| Beringen 16 settembre 2023 | Belgio | 14 – 19 | Svizzera | Mijnstadion |

### Finale
| Praga 16 settembre 2023 | Rep. Ceca | 34 – 21 | Spagna | Na Podvinném mlýně |

## Verdetti
| Vincitore del campionato europeo C Under-19 2023 Rep. Ceca U-19 (1º titolo) |